# Klaus Suomela
Klaus Uuno Suomela (født 10. november 1888 i Porvoo, død 4. april 1962 i Helsinki) var en finsk idrætslærer, forfatter og gymnast, som deltog i OL 1912 i Stockholm.
Suomela var en del af det finske hold, der stillede op i frit system ved OL 1912. Holdet bestod af tyve gymnaster, og i en tæt konkurrence vandt Norge med 22,85 point, mens Suomela og Finland blev nummer to med 21,85 og Danmark nummer tre med 21,25 point.
Han blev senere gymnastiklærer og forfatter, og han blev professor i idræt på Helsinki Universitet. Han var leder af idrætsfakultetet på universitetet 1951-1953. Han var desuden forfatter og udgav i 1920 en digtsamling med titlen Olympia. Han deltog i OL 1924 i Paris i kunstkonkurrencerne i litteratur med værket Milo, Olympian sankari (Milon, den olympiske helt), et teaterstykke, der blev sat op på det finske nationalteater samme år. Det blev også omarbejdet til en roman og udgivet i 1936.
Han blev ikke for alvor anerkendt for sin forfattervirksomhed og heller ikke som medlem af den nationalistisk Hvide Garde, og efter anden verdenskrig skiftede han helt politisk ståsted og blev prosovjetisk kommunist.